# Bondelmonte
Bondelmonte è un'opera in tre atti atti di Giovanni Pacini, su libretto di Salvadore Cammarano. La prima rappresentazione ebbe luogo al Teatro alla Pergola di Firenze il 18 giugno 1845.

## Trama
L'avvenimento ha luogo parte in Firenze, parte nel vicino castello di Bondelmonte, nel 1215
La trama segue le vicende di Buondelmonte de' Buondelmonti (chiamato qui Bondelmonte) e delle faide sanguinarie che seguirono al suo rifiuto di sposare una donna di casa Amidei, gesto che secondo la tradizione è alla base dei conflitti fra Guelfi e Ghibellini.

### Parte prima: cosa fatta capo ha
Nella casa degli Amedei, la giovane Beatrice attende con ansia il suo promesso sposo Bondelmonte, anche se teme che le sia stato infedele. Quando questi giunge, accompagnato dal capo famiglia Amedei, comunica a Beatrice in un dialogo privato che non la ama più, e che dunque gli sposalizi sono annullati. Beatrice è devastata dalla notizia, mentre Amedei, che ha sentito tutto, si consulta con gli altri membri maschili della sua casata ed i suoi fidi; uno di questi, Mosca de' Lamberti, suggerisce di eliminare Bondelmonte, con la celebre frase cosa fatta capo ha. Amedei decide dunque, con i suoi familiari, di uccidere il fedifrago, ricordandosi dell'ultimo avviso della madre morente di prendersi cura della sorella. Nel frattempo Isaura, la nuova fiamma di Bondelmonte, attende con ansia quest'ultimo; tuttavia giunge prima Beatrice, venuta a confidarle la recente disgrazia, non sapendo che Isaura è la sua rivale. All'udire del racconto di Beatrice, Isaura incomincia a piangere, e l'amica è ammirata da questa sensibilità alle sue sventure; tuttavia la verità diventa palese quando giunge Bondelmonte stesso. A quel punto Beatrice, che prima aveva tremato alla notizia che i suoi congiunti avevano giurato di uccidere il suo mancato sposo, adesso maledice lui e la sua compagna, e fugge in preda all'ira.

### Parte seconda: la demente
Presso il castello fuori città di Bondelmonte, si stanno celebrare le nozze di quest'ultimo con Isaura. Quest'ultima è agitata da un cattivo presagio, ma è confortata dalla madre Bianca. Uno stuolo di contadini annuncia che Bondelmonte sta giungendo. Al colmo del contento, tutti entrano nella cappella del castello, pronti a celebrare il rito. Giunge però Beatrice, fuggita di casa, che ha seguito Bondelmonte. La ragazza delira, e crede che i cantici delle nozze di Bondelmonte siano quelli delle sue mancate nozze, per poi svenire. Priva di sensi è infatti ritrovata non solo dal corteo che esce fuori dalla cappella, ma anche da Amedei e gli altri congiunti, lì nei pressi proprio alla ricerca di Beatrice. Amedei, al colmo del furore, giura vendetta sul capo di Bondelmonte, mentre gli sposi piangono le loro nozze infelici e Beatrice, riacquisiti i sensi, continua a delirare.

### Parte terza: vendetta memorabile
Bondelmonte è cogitabondo nel suo castello, invano confortato da Isaura. Infatti egli è colto dai rimorsi per Beatrice, e ciò gli si è manifestato in un incubo terribile. Giunge Bianca, che reca la notizia che la madre di Bondelmonte, malata da tempo, è vicina alla morte, e desidera benedire il figlio. Nonostante le minacce dei suoi nemici, Bondelmonte decide di recarsi a Firenze ad incontrare la genitrice un'ultima volta. In casa degli Amedei, sono tutti afflitti per Beatrice. Giunge Mosca, che comunica ad Amedei e gli altri uomini che è giunto Bondelmonte in città. Gli uomini si recano dunque a scagliare la loro vendetta, mentre le donne rimangono presso Beatrice a consolarla. Per farla stare meglio, il coro muliebre la conduce presso una finestra; involontariamente, però, fa assistere Beatrice all'omicidio di Bondelmonte, che viene assalito e ucciso dai congiurati presso Ponte Vecchio. Beatrice inorridisce a quella scena, e manca; Amedei ritorna, e rimane impietrito nel vedere la sorella che muore. Quest'ultima rimanda il suo incontro con Bondelmonte in cielo, e spira.

## Struttura musicale
- Sinfonia

### Parte prima
- N. 1 - Introduzione e Cavatina di Beatrice Leggiadra vergine degli Amedei - Un sorriso la vita (Coro, Beatrice)
- N. 2 - Duetto fra Beatrice e Bondelmonte Quei dì che lungi, o barbaro
- N. 3 - Aria di Amedei Raccomando a te la suora (Amedei, Mosca, Fifanti, Gangalandi, Uberti)
- N. 4 - Terzetto fra Isaura, Beatrice e Bondelmonte Ah nota mi fosse

### Parte seconda
- N. 5 - Coro ed Aria di Isaura Qui, dove non spunta un riso mendace - Come s'ei fosse l'anima (Isaura, Coro, Bondelmonte, Bianca)
- N. 6 - Finale II Un guardo all'ara pronuba - Poich'è ver possente Iddio (Coro, Amedei, Beatrice, Bondelmonte, Isaura, Bianca, Mosca, Gangalani, Fifanti, Uberti)

### Parte terza
- N. 7 - Aria di Bondelmonte Traeva al duomo, in pianto (Bondelmonte, Isaura, Bianca)
- N. 8 - Aria Finale di Beatrice Per salvarla, oh ciel, darei (Beatrice, Coro, Amedei)